# Liquid Tension Experiment Live in LA
A Liquid Tension Experiment Live in LA az amerikai Liquid Tension Experiment 2009-ben megjelent DVD kiadványa, mely a Lazy Tomato Entertainment kiadásában látott napvilágot. Az anyag Mike Portnoy YtseJam Records kiadóján keresztül szerezhető be. A koncerten elhangzott dalok listája csaknem megegyezik a Liquid Tension Experiment Live in NYC koncertlemez tartalmával, annyi különbséggel, hogy a DVD-re felkerült egy Jordan Rudess billentyűszóló is., de az azonos dalok között is felfedezhetőek lényeges eltérések.

## Számlista
1. Acid Rain (10:43)
2. Kindred Spirits (7:53)
3. Biaxident (7:34)
4. Freedom of Speech (8:54)
5. Improv Jam #1 (8:21)
6. Another Dimension (10:31)
7. State of Grace (6:00)
8. Universal Mind part 1 (3:36)
9. Keyboard Solo (5:19)
10. Universal Mind part 2 (3:46)
11. When the Water Breaks (17:52)
12. Improv Jam #2 (13:03)
13. Rhapsody in Blue (13:34)
14. Osmosis (5:52)
15. Paradigm Shift (9:17)

## Közreműködők
- Jordan Rudess – billentyűs hangszerek
- Tony Levin – basszusgitár, chapman stick
- Mike Portnoy – dob
- John Petrucci – gitár